# Scottish & Newcastle
Scottish & Newcastle es una compañía británica que elabora bebidas alcohólicas, productor así mismo de bebidas no alcohólicas, sodas y de agua mineral. La mayoría de las fábricas de este grupo se encuentran en Europa, en Asia y en los Estados Unidos de América. 
En enero del 2008 fue comprada por Carlsberg y Heineken, que se repartieron las actividades internacionales del grupo. Carlsberg retomó Kronenbourg, Grimbergen y los activos griegos, chinos y vietnamitas, además de adquirir el total del capital de la brasería rusa Baltic Beverage Holdings, del que poseía ya la mitad de las acciones.
En cuanto a Heineken, se apoderó de las actividades británicas (Foster's), irlandesas, portuguesas, finlandesas, belgas (a excepción de Grimbergen), americanas, e indias.

## Marcas
- 1664 (Francia)
- Aldaris (Letonia)
- Arsenalnoye (Rusia)
- Alma-Ata (Kazajistán)
- Baltika (Rusia)
- Beamish (Irlanda), apelación francesa
- Brugs (Bélgica)
- Bud (Francia)
- Ciney (Bélgica)
- Cristal (Bélgica)
- Deres (Kazajistán)
- Foster's (Australia)
- Gold (Francia)
- Golding Campina (Bélgica)
- Grimbergen (Bélgica)
- Hapkin (Bélgica)
- Hartwall (Finlandia)
- Irbis (Kazajistán)
- Jansen sem Alcool (Portugal)
- John Smith's (Reino Unido)
- Judas (Bélgica)
- Kanterbräu (Francia)
- Karjala (Finlandia)
- Kingfisher (India)
- Kronenbourg (Francia)
- Lapin Kulta (Finlandia)
- Maes (Bélgica)
- Mort subite (Bélgica)
- Mythos (Grecia)
- Newcastle Brown Ale (Estados Unidos)
- Shancheng Beer (República Popular de China)
- Sandpiper (India)
- Saku (Estonia)
- Sagres (Portugal)
- Slavutich (Ucrania)
- Svyturys (Lituania)
- Strongbow (Irlanda)
- Tourtel (Francia)
- Tuborg (Dinamarca)
- Uralsky Master (Rusia)
- Wilfort (Francia)
- Yarpivo (Rusia)